# Wolfgang Gutberlet
Wolfgang Gutberlet (* 11. August 1944 in Fulda) ist ein Unternehmer und ehemaliger Vorstandsvorsitzender der Lebensmittelkette tegut… Gutberlet Stiftung & Co.

## Leben
Wolfgang Gutberlet ist der Sohn des tegut…-Gründers Theo Gutberlet und leitete das Familienunternehmen von 1973 bis 2009. 1989 rief er zwei Stiftungen ins Leben, die die Aufgabe haben, die Führung des Unternehmens zu sichern und Teile des Unternehmenseinkommens gemeinnützig zu verwenden. Ende August 2009 übergab er den tegut...-Vorstandsvorsitz an seinen Sohn Thomas, blieb aber im Vorstand.

## Entführung
1976 wurde Gutberlet das Opfer einer Entführung. Gegen Zahlung von 2 Millionen D-Mark kam er frei. Die Täter wurden wenige Stunden nach der Freilassung verhaftet und später zu langjährigen Freiheitsstrafen verurteilt.

## Vermögen
Gutberlet ist Multimillionär. Sein Vermögen wurde im Jahr 2019 vom Manager Magazin auf 100 Millionen Euro geschätzt.

## Auszeichnungen
- 2005: Ökomanager des Jahres 2005, verliehen durch Capital und WWF Deutschland
- 2006: Goldener Zuckerhut der Lebensmittel Zeitung
- 2007: Entrepreneur des Jahres
- 2008: Bundesverdienstkreuz am Bande für die hohe Ausbildungsquote, Schaffung neuer Arbeitsplätze und seinen Einsatz für hohe Lebensmittelqualität, verliehen im Auftrag des Bundespräsidenten durch den hessischen Ministerpräsidenten Roland Koch[4]